# Luzaga
Luzaga – gmina w Hiszpanii, w prowincji Guadalajara, w Kastylii-La Mancha, o powierzchni 29,7 km². W 2011 roku gmina liczyła 91 mieszkańców.